# Ромашко Олег Миколайович
Оле́г Микола́йович Рома́шко — підполковник Міністерства внутрішніх справ України.

## Нагороди
За особисту мужність, сумлінне та бездоганне служіння Українському народові, зразкове виконання військового обов'язку відзначений — нагороджений
- 10 жовтня 2015 року — орденом «За мужність» III ступеня.